# Grande Prêmio da Bélgica de 1956
Resultados do Grande Prêmio da Bélgica de Fórmula 1 realizado em Spa-Francorchamps à 3 de junho de 1956. Quarta etapa da temporada, foi marcada pela primeira vitória do britânico Peter Collins.

## Classificação da prova
| Pos. | Nº | Piloto                       | Construtor     | Voltas | Tempo/Diferença        | Grid | Pontos |
| ---- | -- | ---------------------------- | -------------- | ------ | ---------------------- | ---- | ------ |
| 1    | 8  | Peter Collins                | Ferrari        | 36     | 2:40:00.3              | 3    | 8      |
| 2    | 6  | Paul Frère                   | Ferrari        | 36     | + 1:51.3               | 8    | 6      |
| 3    | 34 | Cesare Perdisa Stirling Moss | Maserati       | 36     | + 3:16.6               | 9    | 2 3    |
| 4    | 10 | Harry Schell                 | Vanwall        | 35     | + 1 volta              | 6    | 3      |
| 5    | 22 | Luigi Villoresi              | Maserati       | 34     | + 2 voltas             | 11   | 2      |
| 6    | 20 | André Pilette                | Ferrari        | 33     | + 3 voltas             | 16   |        |
| 7    | 32 | Jean Behra                   | Maserati       | 33     | + 3 voltas             | 4    |        |
| 8    | 24 | Louis Rosier                 | Maserati       | 33     | + 3 voltas             | 10   |        |
| Ret  | 2  | Juan Manuel Fangio           | Ferrari        | 23     | Transmissão            | 1    |        |
| Ret  | 12 | Maurice Trintignant          | Vanwall        | 11     | Sistema de combustível | 7    |        |
| Ret  | 30 | Stirling Moss                | Maserati       | 10     | Roda                   | 2    |        |
| Ret  | 4  | Eugenio Castellotti          | Ferrari        | 10     | Transmissão            | 5    |        |
| Ret  | 28 | Piero Scotti                 | Connaught-Alta | 10     | Motor                  | 12   |        |
| Ret  | 26 | Horace Gould                 | Maserati       | 2      | Câmbio                 | 15   |        |
| Ret  | 36 | Paco Godia                   | Maserati       | 0      | Acidente               | 13   |        |